# H
H o h (chiamata acca in italiano) è l'ottava lettera dell'alfabeto italiano e dell'alfabeto latino. Il simbolo maiuscolo può anche rappresentare la lettera eta dell'alfabeto greco o la en (Н) dell'alfabeto cirillico. Il simbolo minuscolo, invece, è la consonante fricativa glottidale sorda (o fricativa glottale sorda) nell'alfabeto fonetico internazionale; sempre in fonetica, poi, h rappresenta una laringale del proto-indoeuropeo.

## Storia
|                |              |         |                                       |                                  | senza cornice      |
| Proto-semitico | Heth fenicio | Etrusco | Heta di alcuni alfabeti greci arcaici | Eta greco, maiuscolo e minuscolo | Lettera Ha Latina. |

La lettera deriva dalla heth fenicia, che indicava un'aspirazione, forse [ħ] : la sua forma rappresentava probabilmente un recinto chiuso.
Mentre alcuni dialetti greci ne ricavarono la lettera Heta, l'alfabeto greco ionico ne utilizzò solo la forma maiuscola per il suono [ɛː] della eta (η).
Nell'alfabeto latino la H invece mantenne il suo valore fonetico originario /h/ ed era chiamata HA /ha:/, la sua pronuncia costante persistette almeno fino al 5º secolo, ed i digramma CH, PH e TH vennero usati per indicare consonanti occlusive aspirate importate dal Greco.
Tuttavia, nella pronuncia popolare la pronuncia della H già cominciò a scomparire nel 4º secolo, diventando muta.
Questo fenomeno della scomparsa della pronuncia della H /h/, insieme ad altri mutamenti del latino volgare, venne combattuta dai grammatici e linguisti romani, che però con la caduta dell'Impero Romano questa pratica scomparve.
Diverse lingue romanze ripresero il fonema della H, come lo spagnolo antico, tramite l'indebolimento della F, anche se scomparve nuovamente diventando muta, stessa cosa per il Francese, che riprese la /h/ tramite prestiti linguistici dalle lingue germaniche, anch'essa scomparve nel tardo medioevo.
L'acca ha nella lingua italiana una lunga e movimentata storia. Alla fine del Quattrocento e soprattutto a partire dal Cinquecento, alcuni scrittori (per esempio, l'umanista Aldo Manuzio) pensarono di abolirla completamente, anche dalle forme del verbo «avere». Sono famose le parole di Ludovico Ariosto: «Chi leva la H all'huomo non si conosce huomo, e chi la leva all'honore, non è degno di honore».
L'edizione del 1691 del Vocabolario degli Accademici della Crusca stabilisce in modo pressoché definitivo che la lettera acca va mantenuta solo nelle quattro forme del verbo «avere» per distinguerle dalle omofone. Dato che tale regola costituisce un'eccezione nel sistema grafico italiano, da più parti fu avanzata la proposta di eliminare la lettera h e affrontare il problema della distinzione delle forme con altre indicazioni, ad esempio ponendo l'accento sulle quattro voci verbali («ò», «ài», «à», «ànno» invece di «ho», «hai», «ha», «hanno»), analogamente a quanto avviene in altri casi simili.
Nell'Ottocento, Pietro Fanfani (1815-1879) e Giuseppe Rigutini (1829-1903) furono fautori della acca, mentre Policarpo Petrocchi preferiva le forme accentate, suggerite pure dalla Società Ortografica Italiana.
La controversia è proseguita per tutto il periodo compreso tra le due guerre. La rivista di Giuseppe Bottai, Critica fascista, usava il verbo «avere» senza l'acca, che veniva normalmente bandita anche nelle scuole elementari.
Nel secondo dopoguerra l'uso delle forme accentate è andato sempre più rarefacendosi, e attualmente le forme con l'acca sono quelle generalmente insegnate nelle scuole e indicate come corrette nelle grammatiche.

## In italiano
In italiano la lettera h non ha alcun vero valore fonologico, ma rappresenta un vero e proprio grafema diacritico. Gli usi principali sono due:
- Nel verbo «avere» distingue solo graficamente alcune voci verbali del presente indicativo da altre parole omofone (h etimologica):
  - ho (1ª persona singolare) → o (congiunzione)
  - hai (2ª persona singolare) → ai (preposizione articolata)
  - ha (3ª persona singolare) → a (preposizione semplice)
  - hanno (3ª persona plurale) → anno (sostantivo)
- Nei digrammi ch e gh serve per indicare la pronuncia velare ("dura") delle lettere C e G quando devono essere seguite dalle vocali E e I.

Altri usi meno comuni, derivati da parole o consuetudini grafiche arcaiche o derivate da altre lingue:
- interiezioni brevi: 
  - con valore esclusivamente grafico tanto se vi sia problema di confusione con altre parole (ah, oh, eh, ehm, ecc.), ma anche in casi in cui non vi sia un problema assoluto di confusione (toh, beh). In questi casi la presenza della h serve graficamente per rafforzare la natura interiettiva della parola, che può anche essere contemporaneamente enfatizzata da altri segni di interpunzione come il punto esclamativo (!) o i puntini di sospensione (…). Per evitare confusione con le voci del verbo avere e in caso di indecisione, vale sempre la norma che la h deve essere messa subito dopo la fine della prima sillaba: ahi!, ohibò!, ecc.
  - con un valore potenzialmente fonologico, a rappresentare il suono della fricativa glottidale [...], in alcune interiezioni come ah, eh, ehm, ecc. da pronunciarsi solo come facoltativa: accanto alla pronuncia usuale di ah, eh, ehm e simili ([a], [ɛ] o [e], [ɛm], più o meno prolungati), è quindi possibile sentire occasionalmente, specie in caso d'iterazione: [ha], [hɛ], [he], [hɛm], ecc.".[3]: questo uso deriva perlopiù da lingue straniere nelle quali la lettera H assume regolarmente lo stesso valore fonologico.
- Onomatopee: per rappresentare il suono fricativo glottidale viene talvolta usata in alcune onomatopee: anche questo uso deriva perlopiù da lingue straniere nelle quali la lettera H assume regolarmente lo stesso valore fonologico.
- Toponimi relativi a località italiane: Chorio, Dho, Hano, Mathi, Noha, Proh, Rho, Roghudi, Santhià, Tharros, Thiene, Thiesi, Thurio, Vho; in questi casi può derivare da sistemi di grafie della lingua o del dialetto locale (anche per riprodurre suoni non propri dell'italiano sovrarregionale), da grafie arcaiche o tradizioni scrittorie locali, dall'opportunità di evitare confusioni tra il toponimo e vocaboli omofoni: in generale non va quindi pronunciata e va ignorata, ma in qualche caso potrebbe suggerire una qualche particolare pronuncia chiaribile solo localmente.
- Alcuni cognomi italiani: Dahò, Dehò, De Bartholomaeis, De Thomasis, Matthey, Pamphili, Rahò, Rhodio, Tha, Thei, Theodoli, Thieghi, Thiella, Thiglia, Tholosano, Thomatis, Thorel, Thovez, la cui grafia deriva anche in questo caso da usi arcaici latineggianti, dalle regole grafiche di dialetti o lingue minoritarie, da tradizioni degli scribi locali o da tutte queste ragioni insieme.

## Latino
Nella lingua latina classica, la lettera H era la normale realizzazione della fricativa glottidale sorda, fonema presente nel latino nativo in molte parole.
Era pronunciata aspirata, ed era quasi considerata come vocale anziché come consonante; di solito si trova a inizio parola, a eccezione di alcune parole come 'mihi'.
Le consonanti aspirate vennero importate dal Greco, suoni non presenti nel latino standard, come nel caso dei digrammi PH, TH, CH, che in greco erano rappresentate da lettere singole (Φ, Θ e Χ), in queste trascrizioni permisero a questi suoni di entrare nella lingua latina, pronunciate rispettivamente come [pʰ], 
[tʰ] e [kʰ].
Tuttavia, il fonema della fricativa glottidale sorda scomparve nel periodo medioevale, così come le consonanti aspirate mutarono pronuncia, è ignoto però se cambiarono prima nelle rispettive consonanti aspirate [ɸ], [θ], [ʃ] e [χ], come probabilmente accade anche nel greco, nel caso della parola "phĭlŏsŏphĭa", pronunciata in epoca classica   [pʰɪlɔˈsɔpʰɪ̯a] a una pronuncia intermedia [ɸɪlɔˈsoɸɪa] infine all'italiano "filosofia" [filoˈzofia] oppure persero l'aspirazione e divennero semplicemente pronunciate come le normali consonanti non aspirate, come nel caso del digramma CH in Italiano, che ritiene la pronuncia dell'occlusiva velare sorda [k] per la lettera C davanti alle vocali anteriori [ɛ], [i] ed [e] altrimenti pronunciata [t͡ʃ].